# Rineloricaria malabarbai
Rineloricaria malabarbai is een straalvinnige vissensoort uit de familie van de harnasmeervallen (Loricariidae). De wetenschappelijke naam van de soort is voor het eerst geldig gepubliceerd in 2008 door Rodriguez & Reis.